# Софроний Врачанский
Софро́ний Врача́нский (в миру Стойко Владиславов; 1739, Котел — 22 или 23 сентября (5 октября) 1813, Бухарест) — болгарский епископ и писатель, один из вдохновителей болгарского национального возрождения.

## Биография
Владиславов родился в городе Котел, в Центральной Болгарии в 1739 году в семье продавца скота. В родном городе он посещал школу при монастыре, изучал греческие и славянские книги. Затем он стал работать ткачом, но сохранял интерес к религии и в 1762 году был рукоположён во священники.

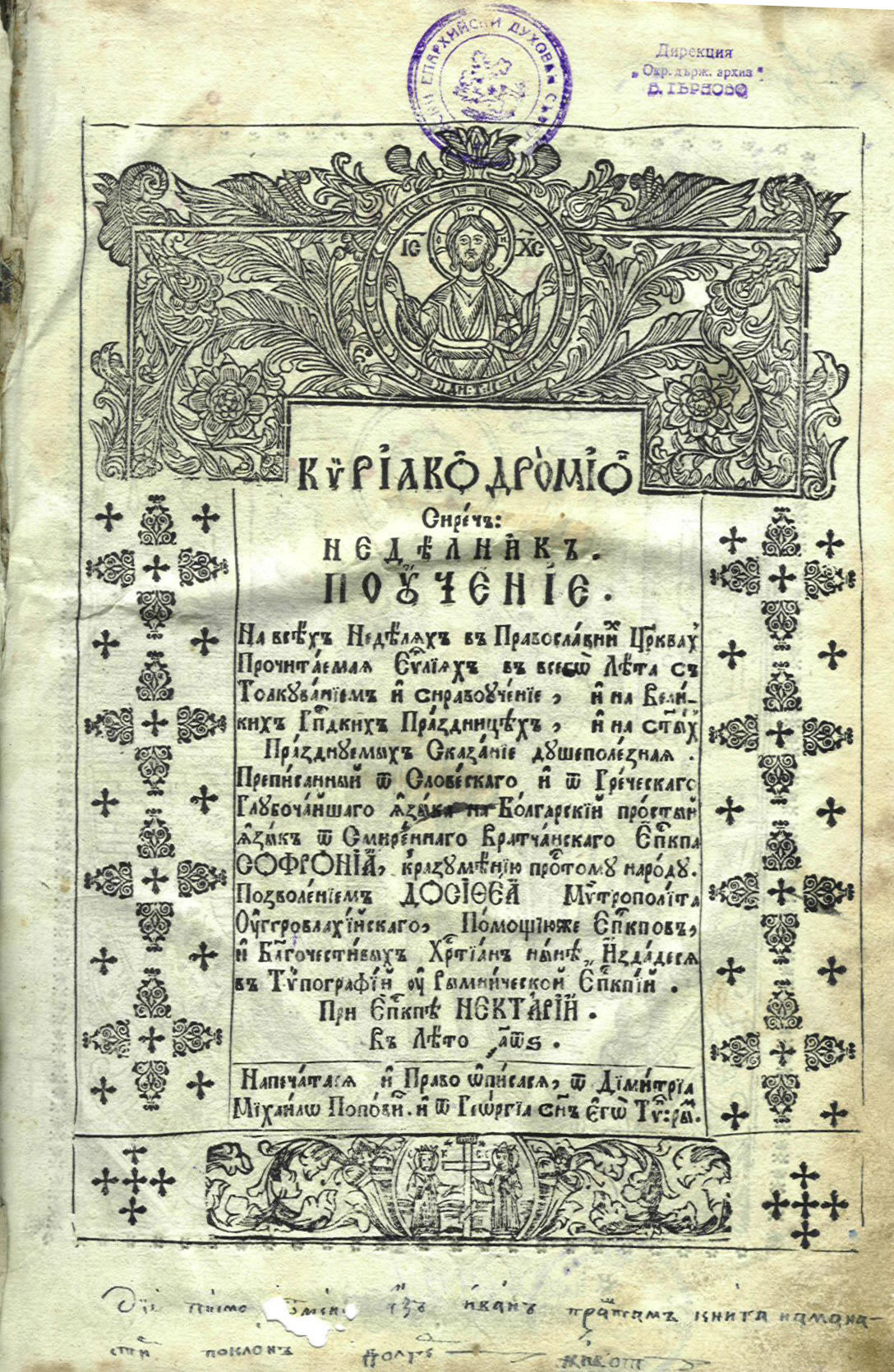
Титульный лист «Недельника»

Работал учителем и писателем, затем встретился с Паисием Хилендарским, тот показал ему свою «Историю славяно-болгарскую», с которой Владиславов сделал список. Между 1770 и 1775 годами Владиславов посетил Святую гору Афон. В 1792 году он покинул Котел, затем служил в Карнобате, посетил Арбанаси. 17 (28) сентября 1794 года он стал епископом Врачанским под именем Софрония. Здесь он активно участвовал в общественной жизни, инициировал, по сообщению некоторых источников, отправку делегации от Врацы в Москву. Софроний имел тесные связи с фанариотами.
В 1797 году он оставил кафедру из-за давления османов. Три года он провёл в Видине, где сформулировал свои писательские цели. В 1803 году он переехал в Бухарест.
Во время Русско-турецкой войны 1806—1812 годов Софроний призывал болгар содействовать русским.
Софроний умер в 1813 году. Точная дата его смерти неизвестна, но последний документ о нём датируется 2 августа.
Особенно много и успешно Софроний писал в Бухаресте. Он стал автором первой печатной книги в новоболгарской литературе — «Неделник», сборник правил и наставлений для всех церковных праздников. Один из пионеров издательского дела в Болгарии и создатель современного болгарского литературного языка. Он написал также автобиографию — «Житие и страдания грешного Софрония».
31 декабря 1964 года патриарх Болгарский Кирилл единоличным актом канонизировал митропролита Врачанского Софрония.